# 3430-as busz
A 3430-as jelzésű regionális autóbuszvonal Eger, Kerecsend, Füzesabony és Besenyőtelek (– Kömlő) között húzódik, amelyet a MÁV Személyszállítási Zrt. üzemeltet.

## Útvonala
Az autóbuszvonal Heves vármegye megyeszékhelyét és egyik községét, Egert és Besenyőtelket köti össze, útvonalára fűzve egy várost – Füzesabonyt –, valamint Kerecsendet és Dormándot. Iskolai napokon egy Füzesabonyból induló járat továbbközlekedik Kömlőre.
A járatok Egeren belül a forgalmasabb; azon kívül minden állomáson és megállóhelyen megállnak, köztük fellelhetőek gyorsított járatok is. A megyeszékhelyen a 25-ös főúton Lajosvároson át közlekednek, melyet Kerecsend követ, ahonnan a 3-as főúton haladnak Füzesabonyba, aminek állomását a legtöbb járat érinti. Egy iskolai indítás a II. számú tagiskolához kitérést tesz.
Aztán a 33-as főúton tartózkodnak egészen Besenyőtelekig Dormánd központján át. A kömlői busz a 3212-es mellékúton jut el végállomására.

## Közlekedése
Az autóbuszjáratok a hét minden napján közlekednek, míg hétköznapokon és vasárnaponta számos busz indul útjára, addig szombatonként alig 1 járatpár. A legtöbb kocsi Füzesabony és Besenyőtelek között közlekedik, de csonkajáratok indulnak Egri olajmezők–Besenyőtelek és Kerecsend–Füzesabony viszonylatokon is.
Eger és Besenyőtelek kapcsolatát tovább emelik:
- azonos útvonalon az 1343-as, 3431-es, 3432-es, 3433-as és 3434-es buszok
- Maklár érintésével az 1346-os, 3431-es és 3436-os buszok.

Eger és Kerecsend között a 3440-es buszok útján haladnak.
| Viszonylat                                  | Indításszám     | Közlekedési rend                                      |
| ------------------------------------------- | --------------- | ----------------------------------------------------- |
| Eger, aut. áll. – Besenyőtelek, temető      | 1 vissza        | tanítási naponta, kiv. a hetek utolsó tanítási napján |
| Eger, aut. áll. – Besenyőtelek, temető      | 1 pár           | a hetek utolsó tanítási napján                        |
| Eger, aut. áll. – Besenyőtelek, temető      | 1 pár           | tanszünetben munkanaponta                             |
| Eger, aut. áll. ⭠ Füzesabony vá.            | 1 vissza        | munkanaponta                                          |
| Eger, olajmezők ➝ Besenyőtelek, temető      | 1 oda           | tanítási naponta                                      |
| Kerecsend, Fő út 60. ➝ Füzesabony, Pikopack | 1 oda           | munkanaponta                                          |
| Füzesabony, Pikopack – Besenyőtelek, temető | 5 pár           | tanítási naponta                                      |
| Füzesabony, Pikopack – Besenyőtelek, temető | 3 oda, 4 vissza | tanszünetben munkanaponta                             |
| Füzesabony, Pikopack – Besenyőtelek, temető | 1 pár           | szabadnaponta                                         |
| Füzesabony vá. – Besenyőtelek, temető       | 3 pár           | tanítási naponta                                      |
| Füzesabony vá. – Besenyőtelek, temető       | 3 oda, 1 vissza | tanszünetben munkanaponta                             |
| Füzesabony vá. – Besenyőtelek, temető       | 1 pár           | munkaszüneti naponta                                  |
| Füzesabony vá. – Kömlő, italbolt            | 1 pár           | tanítási naponta                                      |

### Járművek
Az autóbuszvonalon kizárólag szóló autóbuszok közlekednek, melyek többségében Credo EC 12 és Credo Econell 12 járművek. Ezen kívül alkalmanként megjelennek az egykori Agria Volán Ikarus C56-osai, illetve egyes Volvo 7700-as típusok is. Régebben meghatározó buszok voltak a Volvo Alfa Regiók is.

### Csatlakozások
- Füzesabony vasútállomáson – Budapest és Miskolc felé/felől vonatra (Budapest–Sátoraljaújhely-vasútvonal).

## Megállóhelyei
| 0                                                                         | 0                          | Eger, autóbusz-állomás végállomás            | 0.0 km                                                                | 0.0 km  | 2, 2A, 4, 5, 5A, 6, 7, 7A, 11, 12, 14, 14E, 16, 17, 112, 914 1049, 1050, 1051, 1053, 1054, 1343, 1344, 1346, 1347, 1348, 1349, 1351, 1352, 1362, 1380, 1383, 1426, 1427, 1428, 1447, 1466, 1468, 1517 3400, 3402, 3403, 3405, 3406, 3407, 3408, 3409, 3410, 3411, 3412, 3414, 3415, 3416, 3417, 3418, 3419, 3420, 3423, 3424, 3426, 3431, 3432, 3433, 3434, 3435, 3440, 3441, 3442, 3443, 3444, 3445, 3446, 3448, 3450, 3455, 3456, 3457, 3458, 3462, 3469, 3470, 3471, 3472, 3473, 3474, 3476, 3479, 3480, 3481, 3482, 3483, 3484, 3488, 3604, 3660, 3667, 4012, 4014, 4015, 4157 |
| ∫                                                                         | ∫                          | Eger, színház (↑)                            | 0.7 km                                                                | 0.7 km  | 2, 2A, 7, 7A, 11, 12, 14, 14E, 17, 112 1053, 1054, 1343, 1344, 1346, 1348, 1362, 1380, 1381, 1426, 1427, 1428, 1447, 1468, 1517 3402, 3408, 3410, 3411, 3414, 3419, 3420, 3423, 3424, 3426, 3431, 3433, 3434, 3435, 3436, 3440, 3441, 3442, 3443, 3444, 3445, 3448, 3667, 4011, 4014, 4015, 4018, 4021, 4022, 4157 |
| 1                                                                         | 1                          | Eger vasútállomás, bejárati út               | 1.4 km                                                                | 1.4 km  | 3A, 6, 11, 12, 13, 14, 14E, 112, 113 1050, 1051, 1053, 1054, 1343, 1346, 1348, 1362, 1380, 1383, 1402, 1427, 1466, 1517 3400, 3402, 3407, 3408, 3410, 3411, 3414, 3423, 3426, 3430, 3431, 3432, 3433, 3434, 3435, 3436, 3440, 3441, 3442, 3443, 3444, 3445, 3446, 3448, 3472, 3479, 3482, 3484, 3667, 4011, 4015, 4157 IR87 , személyvonat – Eger (87, 87a) |
| 2                                                                         | 2                          | Eger, Tompa utca                             | 3.0 km                                                                | 3.0 km  | 3A, 6, 11, 12, 13, 14, 14E, 16, 112, 113, 914 1050, 1051, 1053, 1054, 1343, 1346, 1348, 1362, 1380, 1427, 1466, 1517 3402, 3408, 3410, 3411, 3414, 3423, 3424, 3426, 3431, 3432, 3433, 3434, 3435, 3436, 3440, 3441, 3442, 3443, 3444, 3445, 3446, 3448, 3472, 3479, 3482, 3484, 3667, 4011, 4015, 4157 |
| ∫                                                                         | ∫                          | Eger, olajmezők (↓) vonalközi végállomás     | 6.1 km                                                                | 6.1 km  | 1466 3431, 3433, 3440, 3441, 3442, 3443 |
| 3                                                                         | 3                          | Kerecsend, kertszövetkezet                   | 7.3 km                                                                | 7.3 km  | 3424, 3431, 3433, 3434, 3440, 3441, 3442, 3443 |
| 4                                                                         | 4                          | Kerecsend, Fő út 60. vonalközi végállomás    | 13.7 km                                                               | 13.7 km | 1050, 1054, 1343, 1348, 1362, 1402, 1427, 1466, 1517 3423, 3424, 3431, 3432, 3433, 3434, 3440, 3441, 3442, 3443, 3444, 3445, 3446, 3448, 3450, 3667 |
| Munkanaponta 1 járat által érintett a Füzesabonyi út 75. megálló helyett. |                            |                                              |                                                                       |         | |
| ∫                                                                         | ∫                          | Kerecsend, Fő út 150.                        | ∫                                                                     | ∫       | 3440, 3441, 3442, 3443, 3444, 3445, 3446, 3448, 3667 |
| 5                                                                         | 5                          | Kerecsend, Füzesabonyi út 75.                | 14.6 km                                                               | 14.6 km | 1343, 1362, 1517 3423, 3424, 3431, 3432, 3433, 3434, 3450 |
| 6                                                                         | 6                          | Pusztaszikszó                                | 18.0 km                                                               | 18.0 km | 1466 3423, 3424, 3431, 3432, 3433, 3434, 3450 |
| 7                                                                         | 7                          | Füzesabony, Pikopack vonalközi végállomás    | 20.3 km                                                               | 20.3 km | 1517 3423, 3424, 3426, 3431, 3432, 3433, 3434, 3436, 3450, 3500, 3511, 4014 |
| 8                                                                         | 8                          | Füzesabony, erősítő üzem                     | 21.4 km                                                               | 21.4 km | 1517 3423, 3424, 3426, 3431, 3432, 3433, 3434, 3436, 3450, 3500, 3511, 4014 |
| 9                                                                         | 9                          | Füzesabony vasútállomás, bejárati út         | 23.0 km                                                               | 23.0 km | 1343, 1346, 1466 3405, 3423, 3424, 3426, 3431, 3432, 3433, 3434, 3436, 3450, 3500, 3511, 4014 |
| Tanítási napokon 3 járat által nem érintett.                              |                            |                                              |                                                                       |         | |
| 10                                                                        | 10                         | Füzesabony vasútállomás vonalközi végállomás | 24.2 km                                                               | 24.2 km | 1343, 1346, 1362, 1376, 1466, 1517 3405, 3423, 3424, 3426, 3431, 3432, 3433, 3434, 3436, 3450, 3500, 3511, 4014 expresszvonat, IC, InterRégió, IR87 , sebesvonat, személyvonat – Füzesabony (80, 87a, 108) |
| 11                                                                        | 11                         | Füzesabony vasútállomás, bejárati út         | 25.4 km                                                               | 25.4 km | 1343, 1346, 1466 3405, 3423, 3424, 3426, 3431, 3432, 3433, 3434, 3436, 3450, 3500, 3511, 4014 |
| Tanítási napokon 1 járat által érintett.                                  |                            |                                              |                                                                       |         | |
| ∫                                                                         | ∫                          | Füzesabony, II. számú iskola                 | ∫                                                                     | ∫       | 3423 |
| 12                                                                        | 12                         | Füzesabony, tüzép                            | 26.2 km                                                               | 26.2 km | 1343, 1517 3430, 3431, 3432, 3433, 3434, 3436 |
| 13                                                                        | 13                         | Dormánd, autóbusz-váróterem                  | 28.5 km                                                               | 28.5 km | 1343, 1346 3431, 3432, 3433, 3434, 3436 |
| 14                                                                        | 14                         | Besenyőtelek, kisbolt                        | 30.1 km                                                               | 30.1 km | 1343 3431, 3432, 3433, 3434, 3436 |
| 15                                                                        | 15                         | Besenyőtelek, központ                        | 30.7 km                                                               | 30.7 km | 1343, 1346 3431, 3432, 3433, 3434, 3436 |
| ∫                                                                         | ∫                          | Besenyőtelek, poroszlói elágazás (↑)         | 31.6 km                                                               | 31.6 km | 3431, 3433, 3434, 3436 |
|                                                                           | 16                         | Besenyőtelek, temető vonalközi végállomás    |                                                                       | 31.7 km | 3431, 3433, 3434, 3436 |
| 16                                                                        |                            | Bárczay tanya                                | 38.3 km                                                               |         | 3431, 3434 |
| 17                                                                        | Kömlő, italbolt végállomás | 42.2 km                                      | 1066, 1068, 1069, 1075, 1346, 1443 3431, 3433, 3434, 3436, 3561, 3562 |         | |